# نوک‌آباد سرهنگ
نوک‌آباد سرهنگ روستایی در دهستان حومه بخش مرکزی شهرستان ایرانشهر استان سیستان و بلوچستان ایران است.

## جمعیت
بر پایه سرشماری عمومی نفوس و مسکن در سال ۱۳۹۵ جمعیت این مکان ۴٬۹۸۳ نفر (۱٬۰۸۵خانوار) بوده‌است.